# ألكسيس ماركيز (لاعب كرة قدم)
ألكسيس ماركيز (بالإسبانية: José Alexis Márquez) هو لاعب كرة قدم كولومبي في مركز حراسة المرمى، ولد في 27 يونيو 1976 في بيريرا في كولومبيا. لعب مع ديبورتيفو بيريرا.

## وصلات خارجية
- ألكسيس ماركيز (لاعب كرة قدم) على موقع قاعدة بيانات كرة القدم.إي يو (الإنجليزية)
- ألكسيس ماركيز (لاعب كرة قدم) على موقع Soccerway.com (الإنجليزية)